# Hakken

Un gabber danzando hakken

El hakken o hakkûh es un estilo de baile típico en la escena rave hardcore y gabber, originado en los Países Bajos a inicios de los años 90. La danza es muy similar a la danza folclórica europea anterior y se cree que es una subforma de zapateo con movimientos menos aerotransportados (a diferencia del estilo de salto, por ejemplo, que presenta el estilo drunken sailor de la danza jazz y patadas altas). La música con la que uno es capaz de bailar también se llama hakmuziek. 
El nombre podría derivar del verbo neerlandés hakken que significa «cortar», «dar hachazos», o se refiere a los talones de los pies. En cambio, según DJ Rob hakken deriva del apodo de la ciudad de La Haya, 'Hakke'. En origen, se decía I go Hakke («iré a Hakke»), expresión que fue retomada por los gabbers, quienes gritaban Haaakkkeee! cuando bailaban. En algunos países como España o Australia, el baile se conoce como gabba, gabber (si es sustantivo; gabbering si es verbo), llamado así por el subgénero del hardcore homólogo. A pesar de esto, la mayoría de los raveros en Australia suelen interpretarlo con música del género hardstyle, no gabber.
El baile consta de pequeños pasos que se suceden rápidamente a ritmo de bombo. El tronco inferior del cuerpo es la parte más usada, aunque también se mueven brazos y torso. El baile es bastante rápido porque los pasos deben seguir el ritmo de la canción, que alcanza fácilmente los 190 BPM.